# Левицький Микола (нотар)
Левицький Микола — український громадський діяч та правник. Нотаріальний кандидат у Золочеві, четар УСС (австрійської армії). Делегат Української Національної Ради ЗУНР від повіту Жидачів.